# لیلا بختی
لیلا بختی (فرانسوی: Leïla Bekhti‎؛ زادهٔ ۶ مارس ۱۹۸۴) یک هنرپیشه اهل فرانسه با ملیت الجزایری است. 
از فیلم‌ها یا برنامه‌های تلویزیونی که وی در آنها نقش داشته‌است می‌توان به آهنگ شیرین، یک پیامبر، غریزه جنایت و منبع اشاره کرد. او با طاهر رحیم هنرپیشه اهل فرانسه با ملیت الجزایری ازدواج کرده است. حاصل این ازدواج سه فرزند است.

## نگارخانه

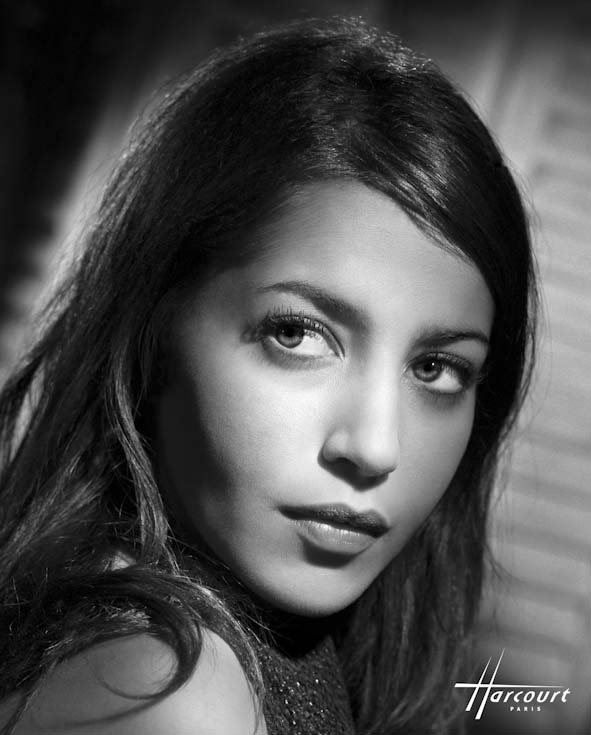
لیلا بختی در سال ۲۰۰۹